# Радд, Бевил
Бевил Радд (англ. Bevil Gordon d'Urban Rudd; 6 октября 1894 — 2 февраля 1948) — южноафриканский легкоатлет. Олимпийский чемпион в беге на 400 метров (1920).

## Биография
Родился в семье выходцев из Великобритании. Его дед Чарльз Радд, был одним из основателей алмазодобывающей компании De Beers. Учился в колледже в Грэхэмстауне, где в 1913 году получил стипендию Родса и был зачислен в Оксфордский университет. Участник Первой мировой войны. После окончания учёбы в университете он некоторое время жил в Великобритании, но затем вернулся в ЮАР. Он работал спортивным обозревателем газеты Cape Times в Кейптауне. В 1930 году вернулся в Великобританию, где стал работать журналистом газеты The Daily Telegraph. Во время Второй мировой войны он вёл обзор событий на фронтах. В сентябре 1946 года вернулся в Кимберли вместе со своей женой Урсулой и двумя сыновьями, Джоном и Робином.

## Спортивная карьера
На Олимпийских играх 1920 года выиграл золотую медаль в беге на 400 метров с результатом — 49,6 и серебряную медаль в составе эстафетной команды 4×400 метров, а также бронзовую медаль на дистанции 800 метров.
Чемпион Великобритании 1920 года на дистанциях 440 и 880 ярдов.
В 1921 году установил мировой рекорд в беге на 440 ярдов.